# Booster
Енергетски напитак бустер (енгл. Booster Energy Drink, стилизовано BOOSTER — досл. „појачивач”, гл. „подстаћи на повећавање/појачавање”) популарни је бренд енергетског напитка који се дистрибуише примарно на Балкану. Бустер енерџи дринк је почео да производи Нектар д.о.о., компанија из Србије у приватном власништву која производи примарно напитке попут пива и воћних сокова.
Пуне се конзерве пића од 250 и 500 ml. Нектар их производи за увоз од. извоз у фабрици за флаширање у Бачкој Паланци.

## Састојци
| Нутритивна вредност на 100 mL                                                 | Нутритивна вредност на 100 mL |
| ----------------------------------------------------------------------------- | ----------------------------- |
| Енергија                                                                      | 182 kJ (43 kcal)              |
|                                                                               |                               |
| Угљени хидрати                                                                | 10,7                          |
| Шећери                                                                        | 10,2                          |
| Прехрамбена влакна                                                            | 0                             |
|                                                                               |                               |
|                                                                               |                               |
| Масти                                                                         | 0                             |
| Засићене                                                                      | 0                             |
|                                                                               |                               |
|                                                                               |                               |
| Протеини                                                                      | 0                             |
|                                                                               |                               |
|                                                                               |                               |
| Витамини                                                                      |                               |
| Ниацин (Б3)                                                                   | (48%) 7,2 mg                  |
| Витамин Б5                                                                    | (48%) 2,4 mg                  |
| Витамин Б6                                                                    | (131%) 1,7 mg                 |
| Витамин Б12                                                                   | (21%) 0,5 μg                  |
|                                                                               |                               |
|                                                                               |                               |
| Остали конституенти                                                           |                               |
| Соли                                                                          | < 0,03 g                      |
| Таурин                                                                        | < 400 mg                      |
|                                                                               |                               |
| - Јединице - μg = микрограми • mg = милиграми - IU = интернационалне јединице |                               |
| Проценти су грубе процене засноване на америчким препорукама за одрасле.      |                               |

Садржај кофеина у једној стандардној лименци бустера од 250 ml је максимално 80 mg (< 32 мг / 100 мЛ). Ово је као и у једној шољици еспресо кафе. Таурина има мање од 4 г/Л.

## Маркетинг
Популарни јутјубер из Србије Бака Прасе нашао се на једном ограниченом специјалном издању бустера названом „Gaming Limited edition powered by Baka Prase” (Гејминг лимитирано издање Бака Прасета). Бустер рекламира и босанскохерцеговачки јутјубер Амир Хаџић у својим видео-урацима.
Мото компаније за боље дистрибуисање је „More energy More fun” (Више енергије, више забаве).